# Félix Buhot
Félix Hilaire Buhot (* 9. Juli 1847 in Valognes; † 26. April 1898 in Paris) war ein französischer Maler und Illustrator.

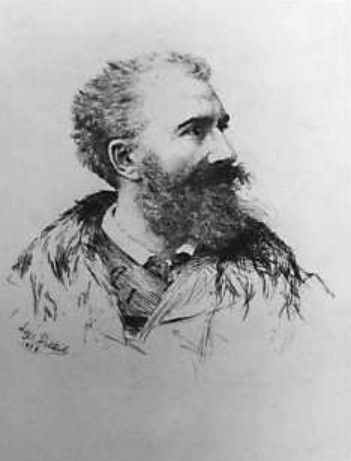
Félix Buhot, von Loÿs Delteil, 1898.

## Leben
Er gilt als einer der Erneuerer der Radierung im 19. Jahrhundert in Frankreich mit Felix Bracquemond und Charles Jacque. Er verwendete in seinen Drucken verschiedene, auch experimentelle Techniken (neben Radierung Aquatinta, Kaltnadelradierung und moderne Verfahren wie photomechanische Reproduktion) und war bekannt für seine marges symphoniques, in denen er angeregt durch Rand-Details mittelalterlicher Handschriften Detailansichten in seine Drucke einbaute. Viele seiner Drucke stellen Paris und besonders die Nachbarschaft seiner Wohnung am Boulevard de Clichy dar. Weitere beliebte Motive waren Szenen am Meer und er veröffentlichte auch Darstellungen von Szenen aus London. Kennzeichen waren häufig Darstellungen der Effekte des Wetters. Buhot war zu seiner Zeit sehr erfolgreich und stellte regelmäßig in den Pariser Salons 1875 bis 1886 aus.
Er illustrierte viele der Bücher von Jules Amédée Barbey d’Aurevilly.
1888 hatte er eine Ausstellung in New York City, organisiert von dem Kunsthändler Frederick Keppel.
Er signierte mit FB (auch invertiert) und auch mit einer Eule.

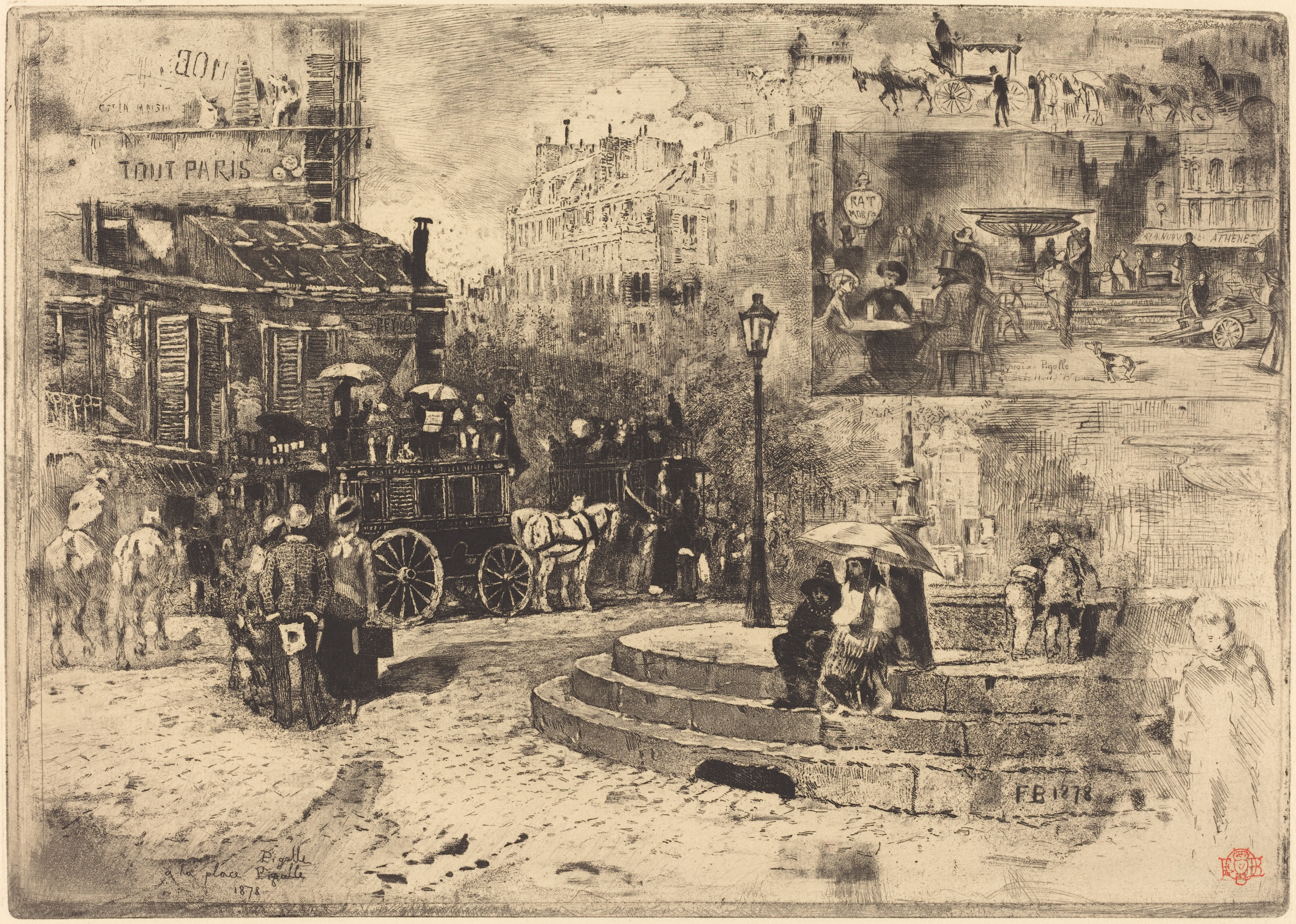
La place Pigalle en 1878 (1878), Radierung, New York Public Library.

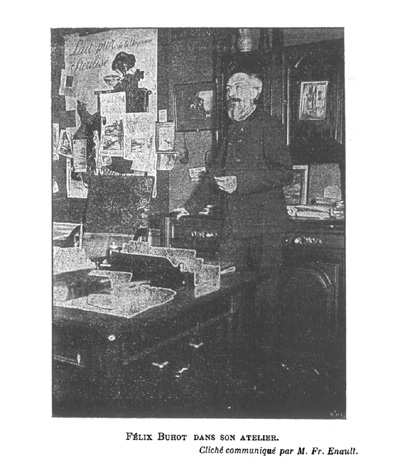
Félix Buhot in seinem Atelier